# Vittorio Meano
Vittorio Meano (Susa, 1860 — Buenos Aires, 1 de junho de 1904) foi um arquiteto italiano naturalizado argentino. Desenvolveu sua atividade profissional na região do Rio da Prata.

## Início da carreira
Sua vida acadêmica iniciou em 1878, quando graduou em geometria no Instituto de Pinerolo e crê-se que logo começou seus estudos em arquitetura na Academia Albertina de Turín. Em 1884 viajou para Buenos Aires para integrar-se ao estúdio de Francesco Tamburini, que havia sido incumbido de várias obras públicas, entre elas a ampliação e reforma da Casa Rosada.
Em 1890 Tamburini faleceu, ficando a cargo de Meano o projeto do novo edifício do Teatro Colón, seguindo o que foi desenhado por Tamburini. Em 1895 recebe seu primeiro projeto: a construção do Palácio do Congresso da Nação Argentina.
Projetaria também a construção do Palácio Legislativo, sede o parlamento Uruguaio em Montevidéo.
Nunca pode ver completo nenhum de seus projetos, já que foi assassinado em 1º de junho de 1904 pelo italiano Juan Passera, que havia sido seu mordomo, e alegadamente o amante de sua esposa, Luisa Meano.